# Scheat
Scheat eller Beta Pegasi (β Pegasi, förkortat Beta Phe, β Phe)  som är stjärnans Bayerbeteckning, är en ensam stjärna belägen i den norra delen av stjärnbilden Pegasus. Den har en genomsnittlig skenbar magnitud på 2,42, är synlig för blotta ögat och den näst ljusstarkasta stjärnan i stjärnbilden efter Enif (Epsilon Pegasi). Baserat på parallaxmätning inom Hipparcosuppdraget på ca 16,6 mas, beräknas den befinna sig på ett avstånd på ca 196 ljusår (ca 60 parsek) från solen.

## Nomenklatur
Beta Pegasi har det traditionella namnet Scheat, ett namn som också hade använts för Delta Aquarii. Namnet kan härledas från det arabiska Al-Sā'id "överarmen" eller från Sa'd. År 2016 anordnade Internationella Astronomiska Unionen en arbetsgrupp för stjärnnamn (WGSN) med uppgift att katalogisera och standardisera riktiga namn för stjärnor. WGSN fastställde namnet Scheat för stjärnan Beta Pegasi i juli 2016 och detta ingår nu i förteckningen över IAU-godkända stjärnnamn. (Senare fastställdes namnet Skat för Delta Aquarii).

## Egenskaper
Beta Pegasi är en röd till orange jättestjärna av spektralklass M2.5 II-IIIe,  vilket anger att spektrumet har egenskaper blandat mellan en ljusstark jätte och en jättestjärna. Den har en massa som är omkring dubbelt så stor som solens massa, en radie som är ca 95 större än solens och utsänder från dess fotosfär ca 340 gånger mera energi än solen vid en effektiv temperatur på ca 3 700 K. Dess fotosfär är tillräckligt sval för att tillåta bildning av molekyler av titanoxid.
Beta Pegasi är en halvregelbunden variabel av SR-typ. Den varierar mellan skenbar magnitud +2,31 och 2,74 med en period av 43,3 dygn. Den förlorar massa med en hastighet av omkring 10-8 gånger solens massa per år, vilket skapar ett expanderande skal av gas och stoft med en radie av ca 3 500 gånger solens radie (16 astronomiska enheter).